# Șerban Marin

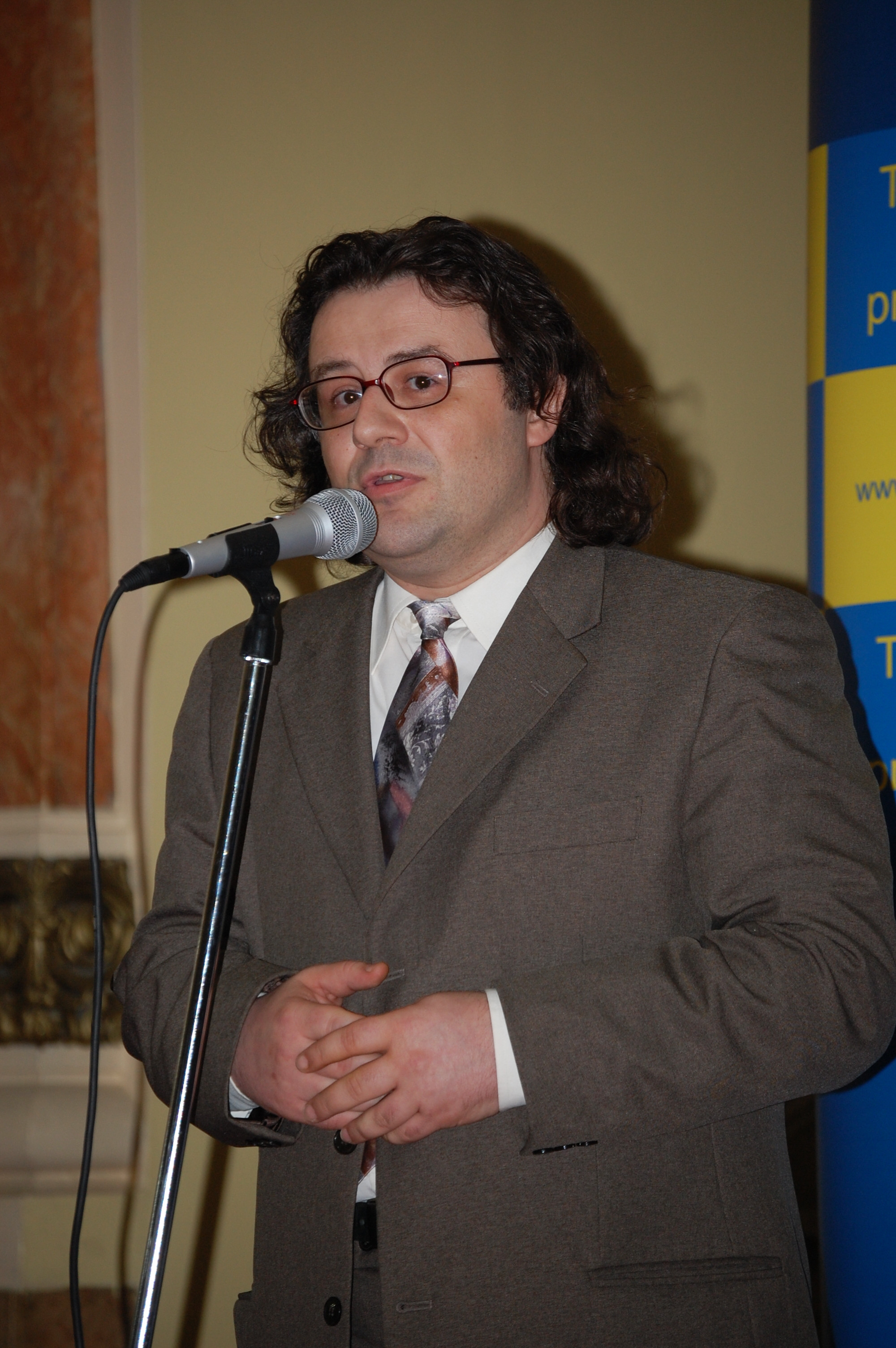
Şerban Marin la lansarea „Revistei Arhivelor”.

Șerban V. Marin (n. 23 octombrie 1968, București), medievist român. A absolvit Universitatea București, Facultatea de Istorie (1995) și a beneficiat de o bursă de studii la Universitatea Central Europeană din Budapesta în 1997-1998 și de o bursă de cercetare la Istituto Romeno di Cultura e Ricerca Umanistica  (Veneția, Italia) în 1999-2000, efectuând cercetări în principal asupra cronicilor venețiene de la Biblioteca Nazionale Marciana.
Este specializat în istoria Veneției (ante-1261), istoriografia venețiană, relațiile veneto-bizantine (ante-1261), istoria cruciadelor (în special, Cruciada a patra), mitul troian în evul mediu occidental etc. În ianuarie 2009, a susținut teza de doctorat intitulată "Cronistica venețiană și mitologia politică a Cetății din lagune în Evul Mediu. Mitul originilor" , obținând titlul de doctor în Istorie cu distincția summa cum laude.
Actualmente, șef al Biroului Documentare, Publicații și Activități Științifice din cadrul Arhivelor Naționale ale României , București (din ianuarie 2008), redactor-șef la "Revista Arhivelor. Archives Review"  (din iulie 2007).

## Cărți publicate sau în curs de publicare
- Cruciada a patra. Punctul de vedere venețian, București, 2014 [în proiect], circa 350 pagini
- Introducere în cronistica venețiană, București, 2014 [în proiect], circa 250 pagini
- Studii venețiene, vol. II: Veneția, Cruciada a patra și Imperiul latin de Constantinopol, București: Editura Academiei Române, 2014 [în curs de apariție], circa 300 pagini
- Studii venețiene, vol. I: Veneția, Bizanțul și spațiul românesc, București: Editura Academiei Române, 2008, 331 pagini

## Lucrări editate
- Pietro Delfino, Relațiile  veneto-bizantine (de la origini la 1261), ediție bilingvă, București, 2014 (proiect în lucru)
- Daniele Barbaro, Veneția și Levantul (de la origini la 1291), ediție bilingvă, București, 2014 (proiect în lucru)
- Cronica  turcească a  monseniorului de Verdier. Extrase  referitoare la Țările Române, ediție bilingvă, București, Scriptorium, 2014 (proiect în lucru)
- Giovanni Giacomo Caroldo, Istorii  venețiene, vol. V: Ultima parte a dogatului lui Andrea Contarini (1373-1382), ediție în limba originală, București, Arhivele  Naționale ale României, 2012, 248 pagini
- Giovanni Giacomo Caroldo, Istorii  venețiene, vol. IV: Dogatele lui Lorenzo Celsi, Marco Cornaro și prima parte a dogatului lui Andrea Contarini (1361-1373), ediție în limba originală, București, Arhivele  Naționale ale României, 2011, 256 pagini
- Giovanni Giacomo Caroldo, Istorii venețiene, vol. III: De la alegerea dogelui Andrea Dandolo la moartea dogelui Giovanni Delfino (1342-1361), ediție în limba originală, București, Arhivele  Naționale ale României, 2010, 287 pagini
- Giovanni Giacomo Caroldo, Istorii  venețiene, vol. II: De la alegerea dogelui Marino Morosini la moartea dogelui Bartolomeo Gradenigo (1249-1342), ediție în limba originală, București, Arhivele  Naționale ale României, 2009, 288 pagini
- Giovanni Giacomo Caroldo, Istorii  venețiene, vol. I: De la origini la moartea dogelui Jacopo Tiepolo (1249), ediție în limba originală, București, Arhivele  Naționale ale României, 2008, 296 pagini

## Studii în domeniul istoriei evului mediu
- Codicele It. VII. 102 (8142) de la Biblioteca Nazionale Marciana și chestiunea atribuirii către Enrico Dandolo, în vol. Orient și Occident. Studii în memoria profesorului Gheorghe Zbuchea (ed. Manuela Dobre, Rudolf Dinu), București: Editura Universității București, 2013, p. 113-144 [sub tipar]
- Considerations regarding the Place of Chronicon Altinate in the Venetian Historical Writing, "Revue des études sud-est européennes", 51 (2013) [sub tipar]
- Venice – obstacle for the Crusades? The Venetian Chronicles’ Viewpoint, "Revista Istorică", serie nouă, 23 (2012) [sub tipar]
- A Venetian Chronicler in Crete. The Case of Lorenzo de’ Monaci and His Possible Byzantine Influences, în vol. L’Italia e la frontiera orientale dell’Europa. 1204-1669 / Italy and Europe’s Eastern Border. 1204-1660. Convegno internazione di studi, Roma, 25-27 novembre 2010 (ed. Iulian Mihai Damian, Ioan-Aurel Pop, Mihailo St. Popovic, Alexandru Simon), Frankfurt/Main-Berlin-Berna-Bruxelles-New York-Oxford-Viena: Peter Lang, p. 237-258
- Crusades seen through Venetian Eyes – Between Being in Abeyance and Involvement. The Case of the Chronicle Ascribed to Marcantonio Erizzo, în vol. Aut viam inveniam aut faciam. In honorem Ștefan Andreescu (ed. Ovidiu Cristea, Petronel Zahariuc, Gheorghe Lazăr), Iași: Editura Universității "Alexandru Ioan Cuza", 2012, p. 121-144
- Some Notes with Regard to the Venetian Chronicle Ascribed to Daniele Barbaro, Patriarch of Aquilea. The so-called ‘Barbaro Group’ (I), "Historical Yearbook", 8 (2011), p. 233-252 și 9 (2012), p. 139-152
- Caroldo’s Byzantine Emperors before the Fourth Crusade, "Porphyra", 16 (2011), 1, p. 51-74
- Some Considerations regarding Historia Ducum Venetorum, "Transylvanian Review", 19 (2010), 2, suplimentul nr. 5, p. 9-28
- A Chanson de Geste in the 13th Century Venice: the Chronicle Written by Martino da Canal, "Medieval and Early Modern Studies for Central and Eastern Europe", 2 (2010), p. 71-121
- Some Considerations regarding the Anonymous Venetiarum Historia (14th Century), "Historical Yearbook", 7 (2010), p. 177-194
- Manuscrisul It. VII. 519 (= 8438) de la Biblioteca Nazionale Marciana și falsul său autor, Nicolò Trevisan, "Revista Istorică", serie nouă, 21 (2010), p. 227-243
- Considerații asupra cronicii venețianului Antonio Morosini, "Studii și Materiale de Istorie Medie", 28 (2010), p. 169-191
- Însemnări din jurnalul venețianului Marino Sanudo referitoare la ultimii ani de domnie ai lui Ștefan cel Mare. Ambasadele Moldovei la Veneția, "Archiva Moldaviae", 1 (2009), p. 79-91
- Crusades seen through Venetian Eyes. The Case of Pietro Dolfin, "Annuario. Istituto Romeno di Cultura e Ricerca Umanistica", 10-11 (2008-2009), p. 191-243
- Boniface of Montferrat in the Venetian Chronicles, în vol. Bonifacio, marchese di Monferrato, re di Tessalonica. Atti del Convegno Internazionale (editor Roberto Maestri), Genova: San Giorgio Editrice, 2009, p. 34-57
- Between Justification and Glory: the Venetian Chronicles’ View regarding the Fourth Crusade, în vol. The Fourth Crusade. Event, Aftermath, Perceptions (editor Thomas F. Madden), Aldershot-Burlington: Ashgate, 2008, p. 113-121
- A 16th Century Venetian Chronicle in France Microfilm Collection of the National Archives of Romania. The Case of Giovanni Giacopo Caroldo and His Compilers, "Revue Roumaine d’Histoire", 46 (2007), p. 41-68
- Un fiu de doge la curtea țarului Simeon al Bulgariei. Cazul lui Pietro Badoaro, "Revista Istorică", serie nouă, 18 (2007), 3-4, p. 375-391
- Who Was the Bride and Who Was the Bridegroom? A Venetian-Byzantine Matrimonial Alliance in the 11th Century – between History and Legend, "Annuario. Istituto Romeno di Cultura e Ricerca Umanistica", 8 (2006), p. 53-74 (menționat în "News on the Rialto. Newsletter for Venetian Studies", 26 (2007), p. 41); versiunea în limba română: O alianță matrimonială veneto-bizantină în secolul al XI-lea – între realitate și legendă, "Revista Istorică", serie nouă, 17 (2006), 5-6, p. 157-182
- Giustiniano Partecipazio and the Representation of the First Venetian Embassy to Constantinople in the Chronicles of the Serenissima, "Historical Yearbook", 2 (2005), p. 75-92 (menționat în "News on the Rialto. Newsletter for Venetian Studies", 26 (2007), p. 41)
- A Precedent to the Fourth Crusade. The anti-Byzantine Campaign of Doge Domenico Michiel in 1122-1126 according to the Venetian Chronicles, "Annuario. Istituto Romeno di cultura e ricerca umanistica di Venezia", 6-7 (2004-2005), p. 239-266 [5] (menționat în "News on the Rialto. Newsletter for Venetian Studies", 26 (2007), p. 41); versiunea în limba română: Un precedent al Cruciadei a patra. Campania antibizantină a dogelui Domenico Michiel din 1122-1126 în reprezentarea cronisticii venețiene, "Studii și Materiale de Istorie Medie", 24 (2006), p. 151-180

- Dominus quartae partis et dimidiae totius Imperii Romaniae. The Fourth Crusade and the Dogal Title in the Venetian Chronicles’ Representation, "Quaderni della Casa Romena", 3 (2004), p. 119-150 [6] (menționat în Bibliografia istorică a României [7], vol. X: 1999-2004, București, 2004: 929 (no. 27886) (menționat în "News on the Rialto. Newsletter for Venetian Studies", 26 (2007), p. 41); versiunea în limba română: Dominus quartae partis et dimidiae totius Imperii Romaniae. Cruciada a patra și noua titulatură a dogilor în reprezentarea cronisticii venețiene, "Revista Istorică", serie nouă, 15 (2004), 1-2, p. 121-150 (menționat în Bibliografia istorică a României [7], vol. X, p. 1999-2004, București, 2004, p. 929 (nr. 27886))

- Un transilvano a Venezia: il vaivoda Steffano Lackfi II e la guerra del 1372-1373 tra Venezia, Padova e Ungheria nella cronaca di Giovanni Giacopo Caroldo, în vol. L’Italia e l’Europa Centro-Orientale attraverso i secoli. Miscellanea di studi di storia politico-diplomatica, economica e dei rapporti culturali (editori Cristian Luca, Gianluca Masi și Andrea Piccardi), Brăila-Veneția: Istros, 2004, p. 61-80 (menționat în Bibliografia istorică a României [7], vol. X: 1999-2004, București, 2004, p. 303 (nr. 9287)) (menționat în "News on the Rialto. Newsletter for Venetian Studies", 26 (2007), p. 41); versiunea în limba română: Un transilvănean la Veneția. Cazul voievodului Ștefan Lackfi II, în contextul conflictului veneto-padovano-maghiar de la 1372-1374, "Revista Arhivelor", 79 (2002), 1-2, p. 73-100 (menționat în Bibliografia istorică a României, vol. X: 1999-2004, București, 2004, p. 303 (nr. 9287)

- The Venetian ‘Empire’ in the East. The Imperial Elections in Constantinople on 1204 in the Representation of the Venetian Chronicles, "Annuario. Istituto Romeno di cultura e ricerca umanistica di Venezia", 5 (2003), p. 185-245 [8] (menționat în Bibliografia istorică a României, vol. X: 1999-2004, București, 2004, p. 929 (nr. 27891) (menționat în "News on the Rialto. Newsletter for Venetian Studies", 26 (2007), p. 41) (menționat în Crusades Secondary Sources [9], în cadrul Crusades-Encyclopedia (editor Andrew Holt, 2005) [10])

- I valacchi nella cronachistica veneziana: tra realtà e finzione, în vol. Dall’Adriatico al Mar Nero: veneziani e romeni, tracciati di storie comuni (editor Grigore Arbore Popescu), Roma: Consiglio Nazionale delle Ricerche, 2003, p. 112-127 (menționat în Bibliografia istorică a României, vol. X: 1999-2004, București, 2004, p. 15 (nr. 419), 1126 (addenda, nr. 301) (menționat în "News on the Rialto. Newsletter for Venetian Studies", 26 (2007), p. 41); versiunea în limba română: Reprezentarea românilor în cronistica venețiană, între realitate și ficțiune. Cazul «valahilor», ca «participanți» la campaniile lui Atila în Italia”, "Analele Universității București. Istorie", 54 (2005) [în curs de apariție]

- The Venetian Community – between civitas and imperium. A Project of the Capital’s Transfer from Venice to Constantinople, According to the Chronicle of Daniele Barbaro, "European Review of History", 10 (2003), 1, p. 81-102 (menționat în "News on the Rialto. Newsletter for Venetian Studies", 26 (2007), p. 41); versiunea în limba română: Comunitatea venețiană – între civitas și imperium. Un proiect de transfer al capitalei de la Veneția la Constantinopol, în conformitate cu cronica lui Daniele Barbaro, "Studii și Materiale de Istorie Medie", 20 (2002), p. 139-159 (menționat în Bibliografia istorică a României, vol. X: 1999-2004, București, 2004, p. 929 (no. 27885)

- Țările Române monitorizate de Marino Sanudo, "Litere-Arte-Idei", supliment cultural al ziarului "Cotidianul", serie nouă, 8, 9 (3 martie 2003), p. 3-6 (anii 1496-1513); 8, 10 (10 martie 2003), p. 8 (anii 1514-1519); 8, 12 (24 martie 2003), p. 8 (anii 1519-1520); 8, 13 (31 martie 2003), p. 8 (anul 1521); 8, 16 (21 aprilie 2003), p. 7 (anii 1522-1524); 8, 18 (5 mai 2003), p. 8 (anul 1525)

- The First Venetian on the Patriarchal Throne of Constantinople. The Representation of Tommaso Morosini in the Venetian Chronicles, "Quaderni della Casa Romena di Venezia", 2 (2002): Occidente-Oriente. Contatti, influenze, l’image de l’autre, p. 49-90 [11] (menționat în Bibliografia istorică a României, vol. X: 1999-2004, București, 2004, p. 929 (nr. 27887) (menționat în Crusades Secondary Sources [9], în cadrul Crusades-Encyclopedia (editor Andrew Holt, 2005) [10])

- Venetian and non-Venetian Crusaders in the Fourth Crusade, According to the Venetian Chronicles’ Tradition, "Annuario. Istituto Romeno di cultura e ricerca umanistica di Venezia", 4 (2002), p. 111-171 [12] (menționat în Bibliografia istorică a României, vol. X: 1999-2004, București, 2004, p. 929 (nr. 27890) (menționat în Crusades Secondary Sources [9], în cadrul Crusades-Encyclopedia (editor Andrew Holt, 2005) [13] (menționat în Books, Articles and Dissertations on Medieval Military History from Other Websites [14] și în Articles on the Crusades [15], din cadrul De Re Militari: The Society for Medieval Military History [16])

- Venice and the Loss of Constantinople. The Representation of the Events of 1261 in Venetian Chronicles, "Il Mar Nero. Annali di archeologia e storia", 5 (2001-2003), p. 209-239; versiunea în limba română: Veneția și căderea unui imperiu. Reprezentarea momentului 1261 în cronistica venețiană, "Revista Istorică", serie nouă, 14 (2003), 3-4, p. 211-254 (menționat în Bibliografia istorică a României, vol. X: 1999-2004, București, 2004, p. 929 (nr. 27893)

- Venice and translatio imperii. The Relevance of the 1171 Event in the Venetian Chronicles’ Tradition, "Annuario. Istituto Romeno di cultura e ricerca umanistica di Venezia", 3 (2001), p. 45-103 [17]  (menționat în Bibliografia istorică a României, vol. X: 1999-2004, București, 2004, p. 929 (nr. 27894)

- Nicolae Iorga e la cronachistica veneziana, "Quaderni della Casa Romena di Venezia", 1 (2001): Atti del Convegno italo-romeno “N. Iorga”, Venezia, 9-10 novembre 2000, p. 48-65 [18] (menționat în Bibliografia istorică a României, vol. X: 1999-2004, București, 2004, p. 36 (nr. 1037)); versiunea în limba română: Nicolae Iorga și cronistica venețiană, în vol. Nicolae Iorga 1871-1940. Studii (editor Constantin Bușe), [București]: Editura Universității din București, 2006, p. 18-35

- Imaginea împăratului Manuel Comnen în cronistica venețiană, "Revista Istorică", serie nouă, 11 (2000), 1-2, p. 31-57 (menționat în Bibliografia istorică a României, vol. X: 1999-2004, București, 2004, p. 929 (nr. 27889))

- Bisanzio nella cronachistica veneziana, în vol. Convegno. La romanità orientale e Italia. Storia e attualità. Venezia, 23 giugno 2000 (editori Victor Iancu și Ion Bulei), București: Ars Docendi, 2000, p. 107-115

- A Humanist Vision on the Fourth Crusade and on the State of the Assenides. The Chronicle of Paul Ramusio (Paulus Rhamnusius), "Annuario. Istituto Romeno di cultura e ricerca umanistica di Venezia", 2 (2000): 51-120 [19](menționat ca sursă secundară pentru Paolo Ramusio, în Ulrich Harsch, Bibliotheca Augustana, Augsburg, 2006 [20]) (menționat în Bibliografia istorică a României, vol. X: 1999-2004, București, 2004, p. 929 (nr. 27888)

- «Gli insegnamenti di Neagoe Basarab a suo figlio Teodosio». Il genere letterario Mirroir du Prince nella variante Romena, în vol. Cristiani d’Oriente. Spiritualità, arte e potere nell’Europa post Bizantina (editor Grigore Arbore Popescu), Milano: Electa, 1999, p. 56-58 (menționat în Bibliografia istorică a României, vol. X: 1999-2004, București, 2004, p. 1126 (addenda, nr. 302)

- Veneția – între Carol cel Mare și Bizanț. Reprezentarea momentului 800 în tradiția cronicistică venețiană, "Analele Universității București. Istorie", 47 (1998), p. 3-44 (menționat în Bibliografia istorică a României, vol. X: 1999-2004, București, 2004, p. 929 (nr. 27892))

- Bogomilic Presence and Propaganda in the North of Danube în vol. Historiography and Propaganda. Papers of the VIth International ISHA Conference, Mainz, Germany, April 7th-10th, 1995 (editori Lars G. Svensson, Matthias Rohde, Karsten Eichner), Mainz, [1995], p. 57-72; versiunea în limba română: Prezență și propagandă bogomilică la nord de Dunăre, "Erasmus", 6 (1996), p. 8-16 și 7 (1997), p. 27-33

## Studii în alte domenii
- Câteva propuneri pe marginea întocmirii indicilor antroponimic (onomastic) și toponimic în activitatea redacțională, "Revista Arhivelor. Archives Review", 85 (2008), 1, p. 130-142

## Opinii, intervenții, dezbateri publicate în reviste de specialitate
- Arhivele Naționale și tirania minciunii, "Revista Arhivelor. Archives Review", 85 (2008), 1, p. 423-424

- Qu’est-ce qu’il y a les “Arhive Feudale [Archives Féodales]”? Une question de terminologie, "Revista Arhivelor. Archives Review", 84 (2007), 3-4, p. 313-320 + O completare, "Revista Arhivelor. Archives Review", 85 (2008), 1, p. 424-425

- fără titlu, intervenții în cadrul dezbaterii Perspective în istoriografie, la articolele semnate de Marian Coman, Spațiul românesc – interpretarea teleologică a geografiei istorice (54-60) și Raluca Tomi, Studii italiene – tendințe actuale (62-73), "Revista Istorică", serie nouă, 17 (2006), 1-4, p. 5-86 (60-61 și 73-74)

- fără titlu, în cadrul rubricii "Addenda et Corrigenda", Studii și Materiale de Istorie Medie, 23 (2005), p. 320-326 [în polemică față de articolul semnat de Eugen Denize, Ștefan cel Mare în I Diarii lui Marino Sanudo, "Studii și Materiale de Istorie Medie", 22 (2004), p. 137-151]